# Chapeau melon et bottes de cuir (film)
Pour la série télévisée, voir Chapeau melon et bottes de cuir.
Pour plus de détails, voir Fiche technique et Distribution.
Chapeau melon et bottes de cuir (The Avengers) est un film américain réalisé par Jeremiah S. Chechik, sorti en 1998. Il s'agit d'une adaptation de la série télévisée britannique du même nom diffusée dès les années 1960 et 1970.

## Synopsis
À l'aube de l'an 2000, le chaos règne, notamment dans une Grande-Bretagne en proie à de forts dérèglements climatiques comprenant des tempêtes de neige estivales, des averses apocalyptiques et des hausses de températures qui arrivent toutes presque en même temps. Le couple d'espions John Steed et Emma Peel a pour mission de percer à jour ce mystère.

## Fiche technique
Sauf indication contraire, les informations mentionnées dans cette section peuvent être confirmées par la base de données cinématographiques IMDb,  présente dans la section « Liens externes ».
- Titre français : Chapeau melon et bottes de cuir
- Titre original : The Avengers
- Réalisateur : Jeremiah S. Chechik
- Scénario : Don MacPherson (en), d'après la série télévisée Chapeau melon et bottes de cuir créée par Sydney Newman et Leonard White
- Photographie : Roger Pratt
- Musique : Joel McNeely
- Conception du générique : Kyle Cooper
- Production : Jerry Weintraub

Productrice déléguée : Susan Ekins
- Société de production : Jerry Weintraub Productions
- Distribution : Warner Bros.
- Pays d'origine : États-Unis
- Durée : 89 minutes
- Genre : action, aventure, espionnage
- Dates de sortie[1] :
  -  États-Unis : 14 août 1998
  -  France : 19 août 1998

## Distribution
- Ralph Fiennes (VF : Patrick Osmond) : John Steed
- Uma Thurman (VF : Laurence Crouzet) : Emma Peel
- Sean Connery (VF : Jean-Claude Michel) : Sir August de Wynter
- Jim Broadbent (VF : Yves Barsacq) : Mère-Grand
- Fiona Shaw (VF : Tania Torrens) : Grand-Père
- Eddie Izzard : Bailey, l'homme de main de Sir August
- Eileen Atkins : Alice
- Carmen Ejogo : Brenda
- John Wood : Trubshaw
- Keeley Hawes : Tamara, un agent de Sir August
- Patrick Macnee (VF : Vincent Grass) : l'invisible Jones

## Production
Le réalisateur français Jean-Jacques Beineix a été approché pour réaliser le film.

## Distinctions principales
- Razzie Awards 1999 : pire remake ou suite (partagé avec Godzilla et Psycho), nommé dans les catégories pire film, pire acteur Ralph Fiennes, pire actrice pour Uma Thurman, pire couple à l'écran pour Ralph Fiennes et Uma Thurman, pire acteur dans un second rôle pour Sean Connery, pire réalisateur pour Jeremiah S. Chechik, pire scénario pour Don MacPherson et pire chanson originale pour Storm[3].